# Laroque-d'Olmes

Laroque-d'Olmes este o comună în departamentul Ariège din sudul Franței. În 1 ianuarie 2022 avea o populație de 2.414 de locuitori.